# Pere Crisòleg
Pere Crisòleg (Petrus Chrysologus, Pétros Πέτρος) (Imola, Itàlia, 380 - 31 de juliol de 450), fou un eclesiàstic i bisbe de Ravenna. És venerat com a sant per diverses confessions cristianes.

## Biografia
Pere va néixer al Forum Cornelii (moderna Imola a Itàlia), on fou batejat i educat per Corneli, bisbe d'Imola entre 390 i 412, qui l'ordenà diaca.
Sixt III el va nomenar arquebisbe de Ravenna vers el 431 o 433, quan la ciutat era la capital de l'Imperi Romà. La seva pietat i zel van fer que guanyés l'admiració i el respecte dels fidels. El seu sobrenom Chrysologus ("paraula o discurs d'or") deriva de la seva eloqüència. Va gaudir de la confiança del papa Lleó I i la protecció de l'emperadriu Gal·la Placídia.
No va voler donar al teòleg Eutiqui, monofisita, el suport que li havia demanat, contribuint així que fos condemnat al concili de Constantinoble del 448.
Va morir el 451 a Imola, on havia anat de visita, i probablement el va succeir Lleó.

## Obres
Pere Crisòleg va destacar en les seves obres sobre l'Encarnació i contràries a l'arrianisme i l'eutiquisme, a més de les homilies consagrades a la Mare de Déu.
Se'n conserven:
1. Homiliae s. Sermones, de les quals el bisbe Fèlix de Ravenna (707-717) va recollir 176. Altre són en reculls diferents atribuïdes a altres autors. Moltes expliquen passatges i llocs de la Bíblia.
2. Επιστολὴ Πέτρου ἐπισκόπου ̓Παξέννης ἀντιγραφει̂σα πρὸς Εὐτυχη̂ τὸν ἀρχιμανδρίτην Epistola Petri Ravennatisnatis Episcopi ad Eutychem Abbatem

Les seves obres van ésser publicades per primer cop en 1534 a Bolonya, per Agapito Vicentino, i reeditades en 1634 i 1775 i, ja al segle xix, a la Patrologia Latina i altres reculls similars.

## Veneració
S'havia pensat que havia mort el 2 de desembre, però s'ha trobat que, ja a les fonts biogràfiques més antigues, com el Liber Pontificalis Ecclesiae Ravennatis (segle ix), consta el 31 de juliol com a data de la mort. En 1729 fou declarat Doctor de l'Església i se n'afegí la festa al calendari dels sants, posant-ne la celebració el dia 4 de desembre. El 1969 fou traslladada al 30 de juliol.